# Jakub Zylberberg
Jakub (Jankiel) Zylberberg (ur. ok. 1904, zm. ?) – polsko-żydowski nauczyciel, pedagog i filozof związany w trakcie okupacji niemieckiej z grupą Oneg Szabat w getcie warszawskim.

## Życiorys
Na podstawie jego ankiety personalnej wypełnionej do archiwum Oneg Szabat wiadomo, że w momencie nawiązania współpracy z grupą miał 35 lat i był żonaty. Przed II wojną światową był nauczycielem w szkole powszechnej i działał w zrzeszeniu zawodowym nauczycieli. Był również związany ze środowiskami lewicowymi i partią syjonistyczną Hitachdut. 
W czasie okupacji niemieckiej znalazł się w getcie warszawskim gdzie mieszkał przy ul. Nowolipie 21. Pracował jako nauczyciel w szkole powszechnej nr 138. Od 10 grudnia 1939 roku, pracował także ochotniczo w sekcji odzieżowej CENTOSu, a w trakcie wielkiej akcji deportacyjnej latem 1942 roku pracował przy specjalnej akcji dożywiania. W ramach działalności w grupie Oneg Szabat tworzącej podziemne archiwum getta warszawskiego zajmował się zbieraniem i przekazywaniem do archiwum  tekstów różnych autorów dotyczących szkolnictwa. Był również autorem studium pt. Środowisko nauczycielskie i młodzież szkolna z publicznego szkolnictwa powszechnego dla żydowskich dzieci w Warszawie (szabasówki) podczas wojny. 
Okoliczności i data śmierci pozostają nieznane. 